# Zaolechenka
Zaolechenka (en russe : Заолешенка) est une sloboda du selsoviet de Zaolechenka du raïon de Soudja dans l'oblast de Koursk, en Russie. Sa population s'élevait à 2 513 habitants au recensement de 2021.

## Géographie
Le village de Zaolechenka se situe dans l'oblast de Koursk, un oblast de la partie européenne de la Russie. Le village fait partie du raïon de Soudja, avec Soudja comme centre administratif. Il se trouve dans le selsoviet de Zaolechenka, une municipalité dont il est le chef-lieu.

## Démographie
Recensements (*) et estimations de la population :
| 2002 * | 2010* | 2021* | - |
| ------ | ----- | ----- | - |
| 2 808  | 2 679 | 2 513 | - |